# Pleurotopsis jordanella
Pleurotopsis jordanella är en fjärilsart som beskrevs av Hans Georg Amsel 1955. Pleurotopsis jordanella ingår i släktet Pleurotopsis och familjen Praktmalar, Oecophoridae. Inga underarter finns listade i Catalogue of Life.